# Cristian Panin
Cristian Călin Panin (Arad, Rumania, 9 de junio de 1978) es un futbolista rumano. Juega de defensa y su equipo actual es el CFR Cluj.

## Biografía
Cristian Panin que actúa como lateral izquierdo o derecho, empezó su carrera profesional en el UT Arad. En 2002 consiguió el ascenso a la Liga I. Debuta en esta categoría el 18 de agosto en el partido UT Arad 1-2 Progresul Bucureşti. En esa temporada el objetivo era la permanencia, aunque finalmente el equipo quedó último en la clasificación y descendió.
En 2004 firma un contrato con su actual club, el CFR Cluj. Con este equipo gana la Liga y la Copa de Rumania en 2008.

## Selección nacional
Ha sido internacional con la Selección de fútbol de Rumania en una ocasión. Fue el 19 de noviembre de 2008 en el partido amistoso Rumania Georgia cuyo resultado fue 2-1 a favor de Rumania.

## Clubes
| Club     | País    | Año       |
| -------- | ------- | --------- |
| UT Arad  | Rumania | 1997-2004 |
| CFR Cluj | Rumania | 2004-     |

## Títulos
- 1 Liga de Rumania (CFR Cluj, 2008)
- 1 Copa de Rumania (CFR Cluj, 2008)
- 1 Supercopa de Rumanía (CFR Cluj, 2008)